# Björke kyrka
För andra betydelser, se Björke kyrka (olika betydelser).
Björke kyrka är en kyrkobyggnad på Gotland som tillhör Björke församling i Visby stift. Kyrkan ligger i en liten lövskogsdunge omgiven av öppna slättmarker.

## Kyrkobyggnaden
Kyrkan består av ett närmast kubiskt långhus och öster därom ett mindre, avlångt och rakt avslutat kor av nästan samma längd som långhuset med en vidbyggd sakristia i norr. Kyrkan är av vitputsad kalksten och har låga tegeltäckta sadeltak. En liten brädklädd takryttare med raka sidor rider över långhusets västra del. Kyrkans huvudingång ligger i söder i långhusets sydfasad, men ingångar finns även på långhusets norra sida och i korets sydfasad. Kyrkan är invändigt välvd; koret med två valv, långhuset med fyra valv kring en mittkolonn. Äldst, från 1200-talets början, är korets västra del med romansk portal. Vid 1200-talets mitt uppfördes långhuset, som i sin västmur har en igenmurad tornbåge till ett planerat men aldrig uppfört kyrktorn. Vid 1300-talets mitt revs en tidigare absid i öster och koret byggdes ut till sin dubbla längd. Sakristian uppfördes 1860. Samma år sänktes långhustaket, fönstren förstorades och den lilla takryttaren tillkom, ritad av Fredrik Wilhelm Scholander i en för Gotland märklig utformning med medeltidsinspirerade klassicerande detaljer. 
Den stämningsfulla interiören präglas av en omfattande restaurering 1910–1912, då bland annat fönstren fick sin nuvarande medeltidsefterliknande form. Glasmålningarna i östfönstret av Carl Wilhelm Pettersson är från 1910. Under 1950- och 60-talet restaurerades kyrkan i etapper.

## Inventarier
- Altartavlan, ett medeltidsinspirerat retabel, utfördes enligt inskrift 1911 av Eugén Hammarberg efter ritningar av Carl Wilhelm Pettersson.
- Predikstolen är en av Gotlands äldsta, tillkommen 1594. Ljudtaket och trappan tillkom 1745.
- Dopfunten i kalksten är från 1200-talets förra hälft.
- Ett triumfkrucifix är från 1200-talets början; ytterligare ett finns som härrör från 1300-talets mitt.
- I korets norra mur sitter ett sakramentsskåp med snidade dörrar från 1300-talet.

### Orgel
- Den tidigare orgeln var byggd 1864 av Olof Niclas Lindqvist, Visby, och den hade 5 stämmor.
- Orgeln byggdes 1909 av Eskil Lundén i Göteborg.  Den har elva stämmor två manualer och pedal. Den är pneumatisk och har en svällare för hela orgeln. Orgelfasaden i nygotik ritades av Ivar Tengbom och Elis Kjellin.

| Manual I            | Manual II           | Pedal         | Koppel |
| Borduna 16’         | Violin Principal 8’ | Subbas 16’    | I/P    |
| Principal 8’        | Rörflöjt 8’         | Violoncell 8’ | II/P   |
| Flûte harmonique 8’ | Salicional 8’       |               | II/I   |
| Gamba 4’            | Violin 4’           |               | I 4'/I |
| Oktava 4'           |                     |               |        |
| Euphone 8’          |                     |               |        |

## Bildgalleri

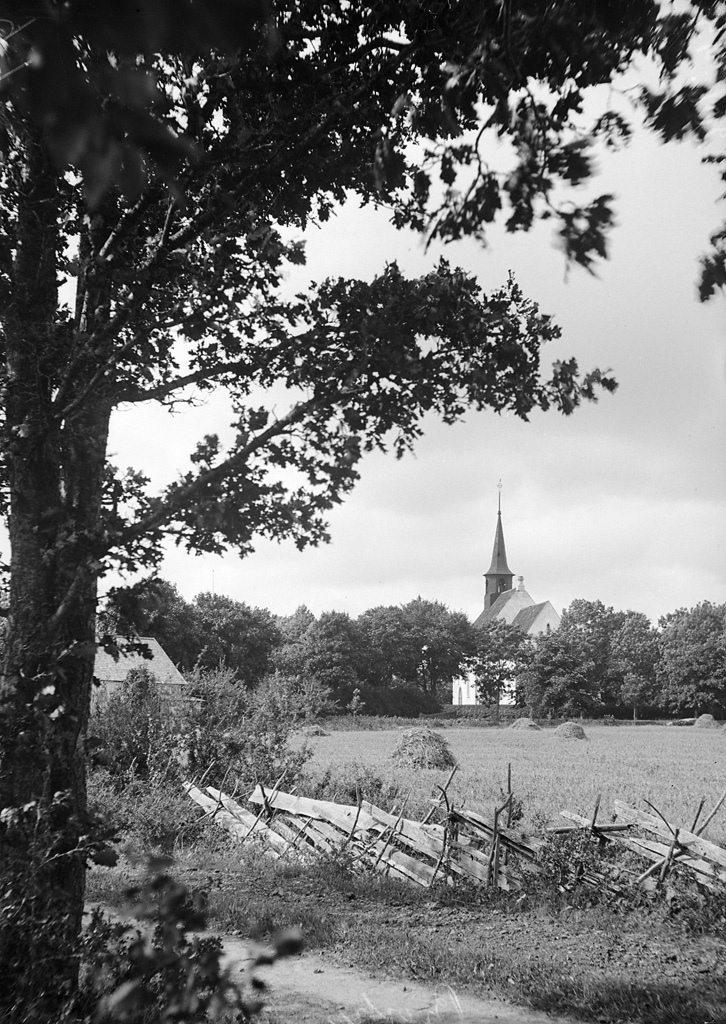
Kyrkan i landskapet 1918
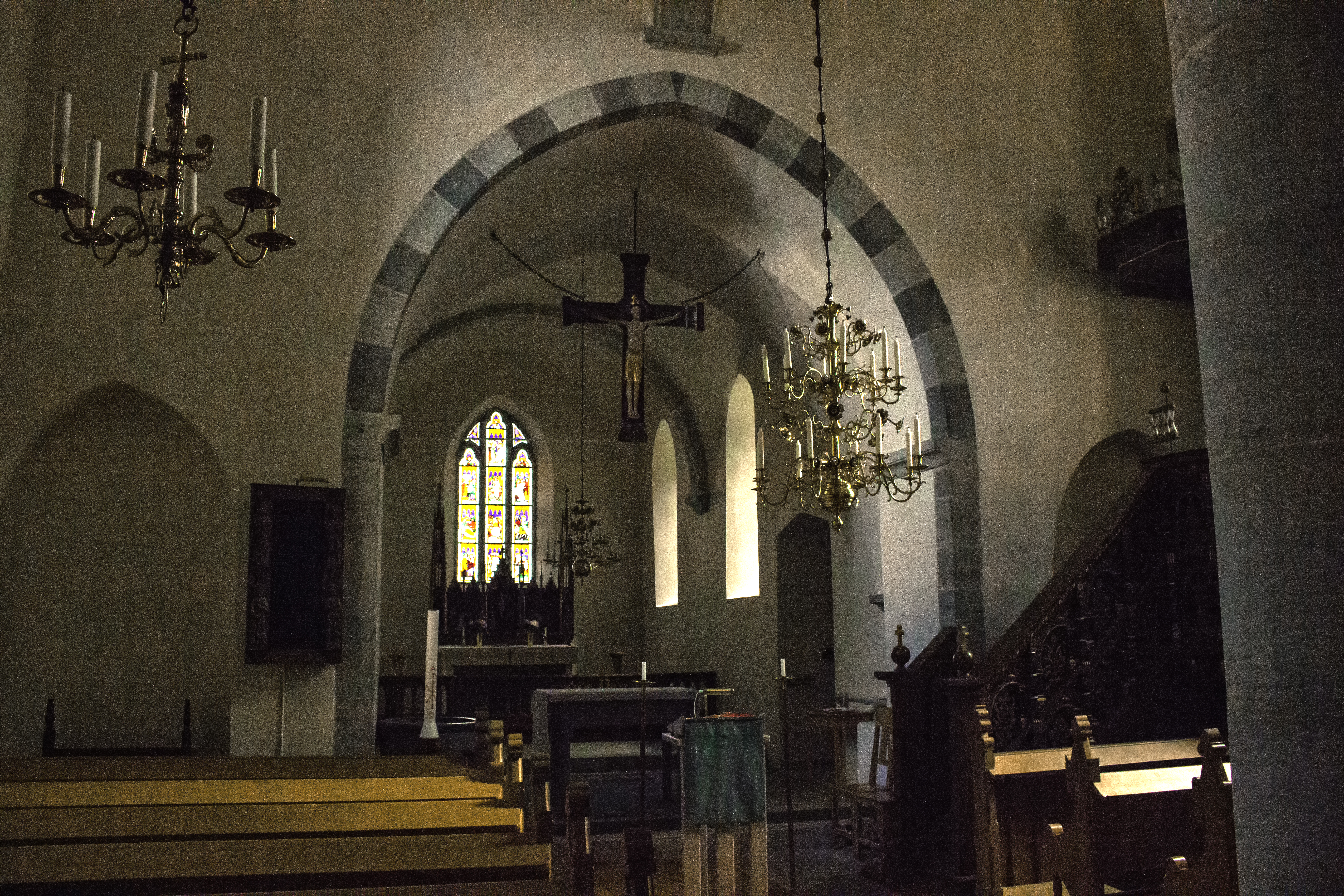
Interiör
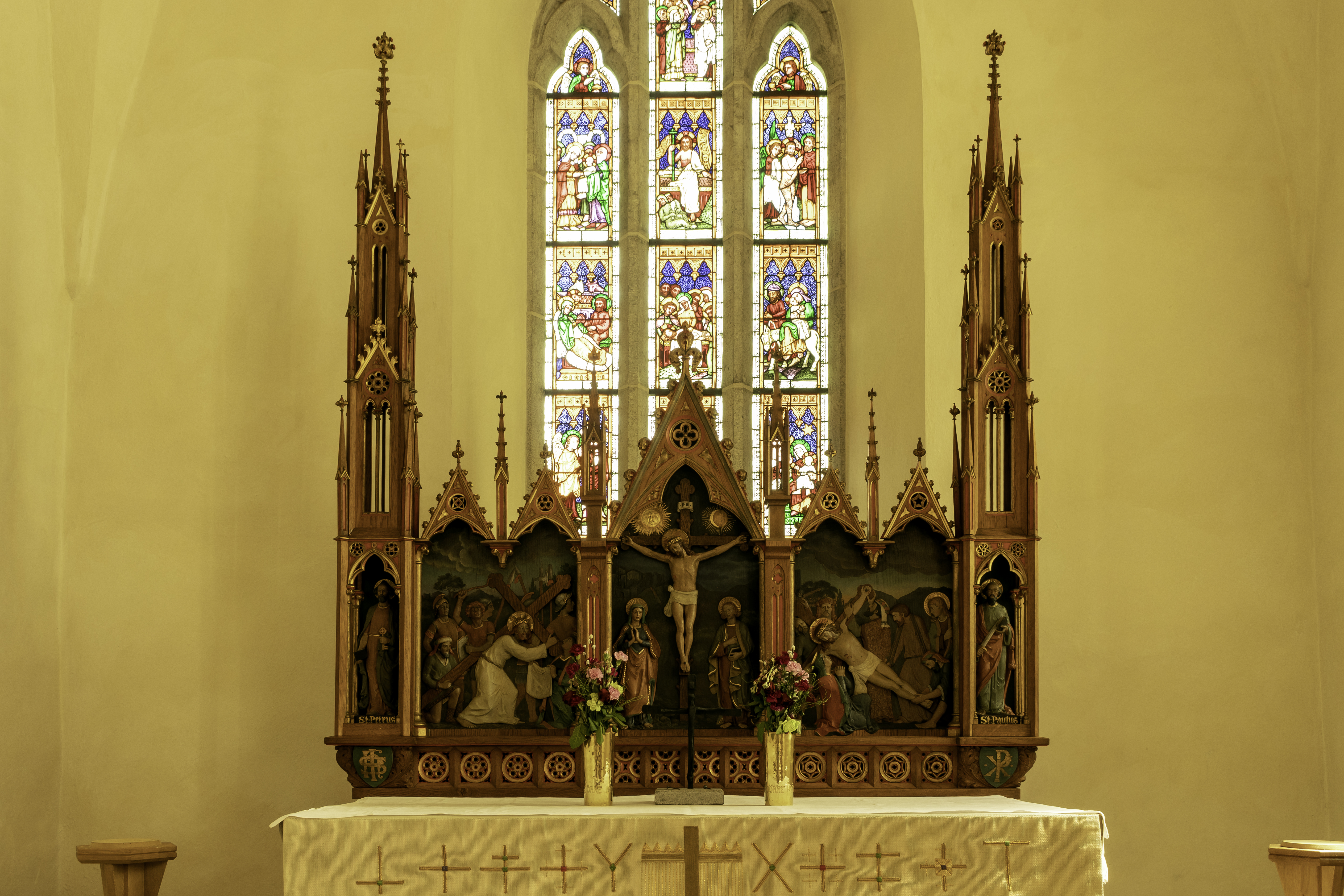
Retabel
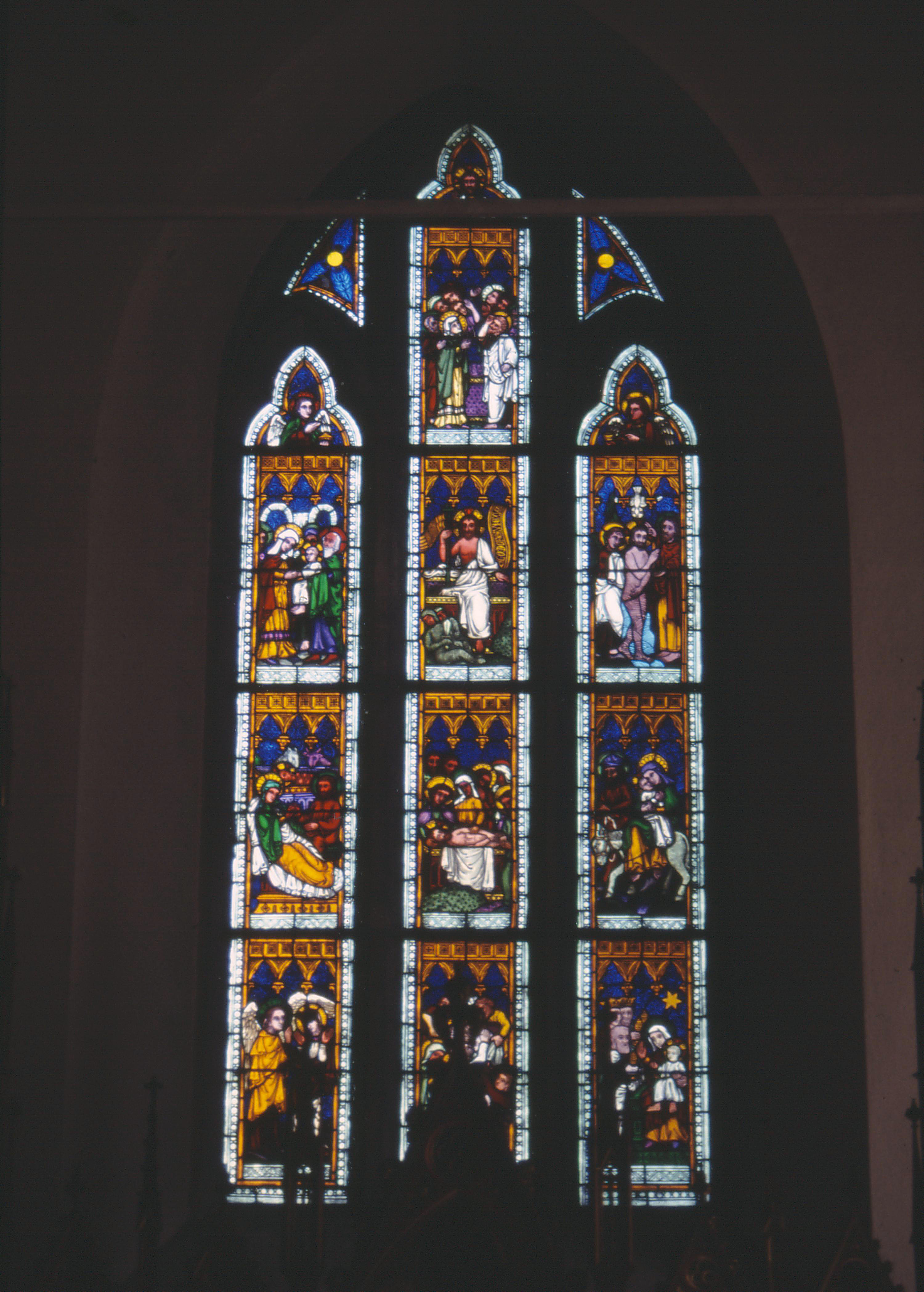
Korfönstret
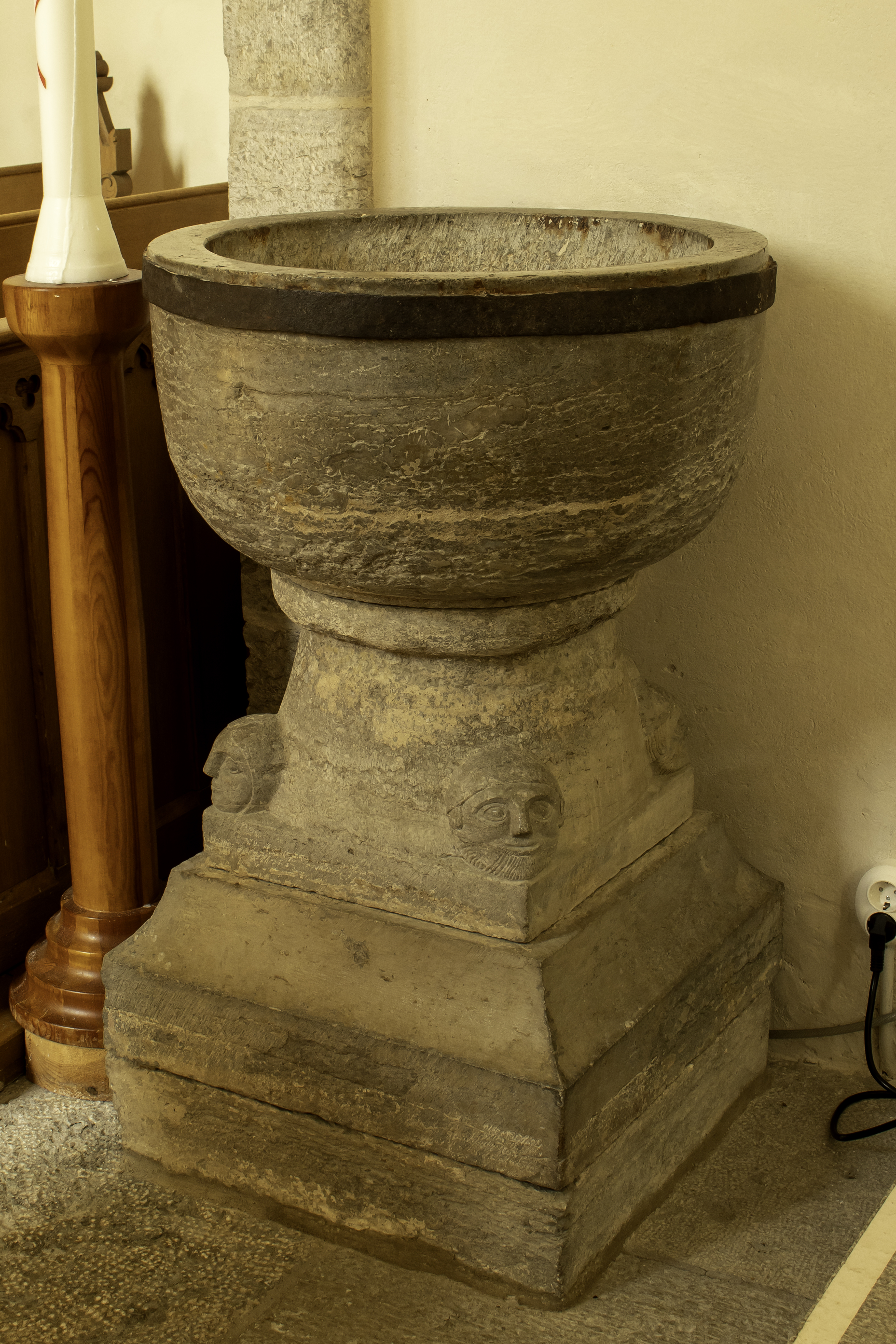
Dopfunten
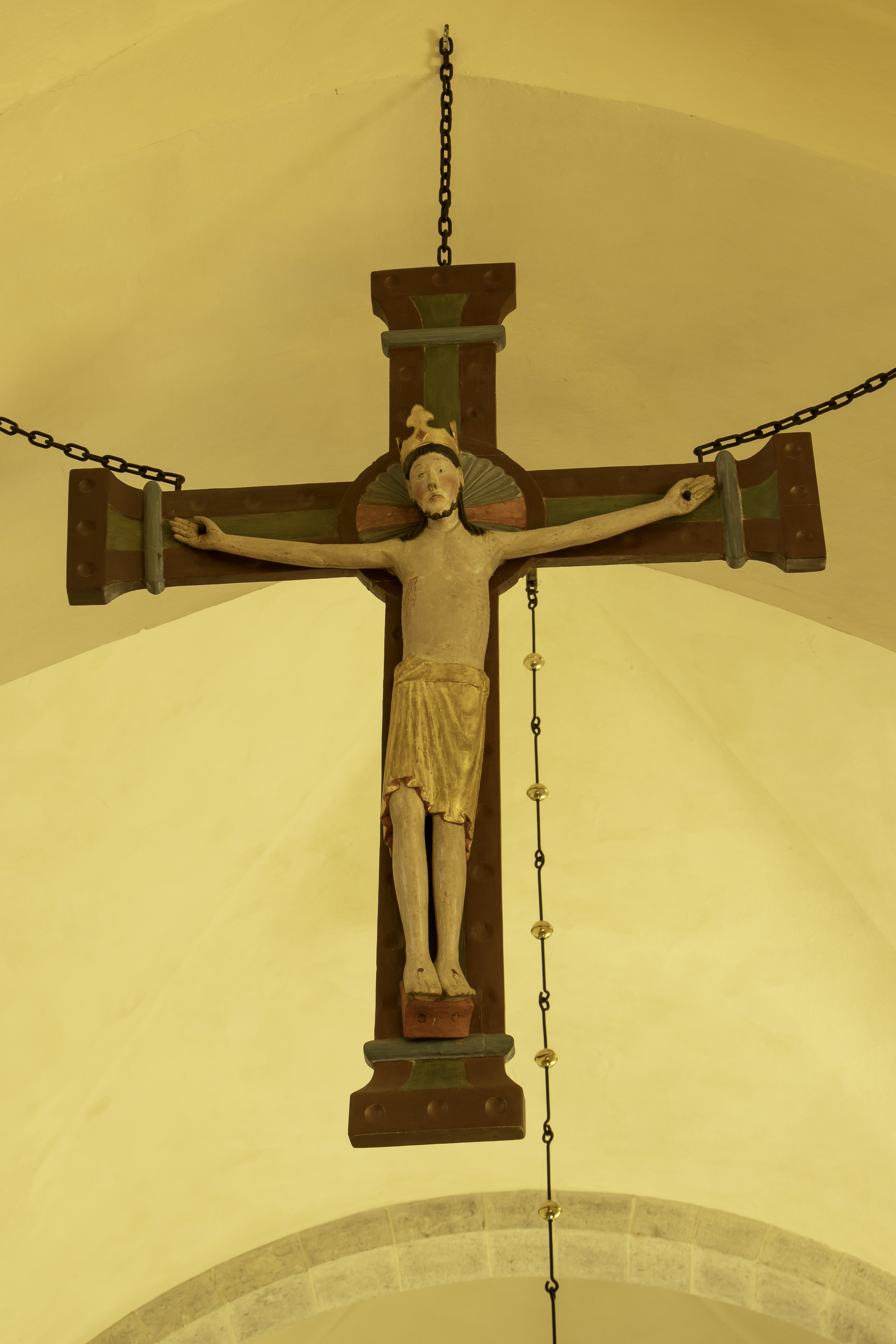
Triumfkrucifixet
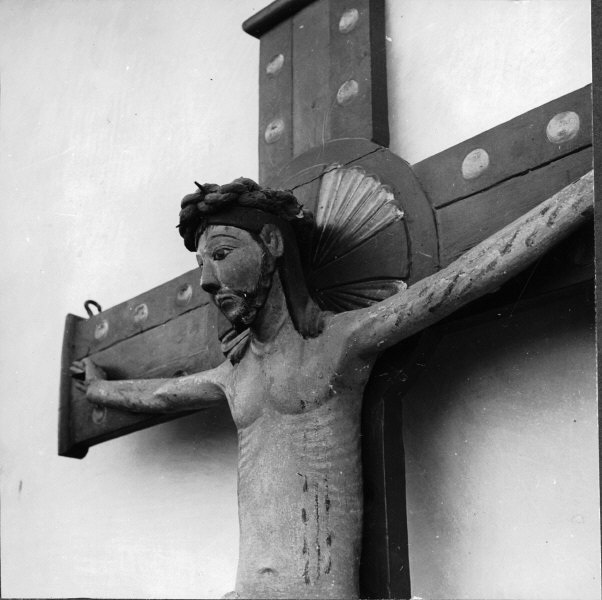

### Diskografi
- Holmgren, Claes (2013). ”Framtidstro i Björke kyrka”. Organ document Gotland : meeting nine organs. Visby: Visby domkyrkoförsamling. Libris 14683788